# Lee Joon
Lee Joon (* 7. Februar 1988 in Seoul als Lee Chang-sun) ist ein südkoreanischer Schauspieler, Sänger, Model und Hörfunkmoderator.

## Leben
Lee Joon wurde 1988 in Seoul geboren. Er besuchte die Seoul Arts High School und die Kyung Hee Cyber University. 2008 hatte er eine kleine Rolle in der Sitcom That Person Is Coming. Nach seiner Ausbildung bei Rain und J. Tune Entertainment wurde Lee Mitglied der südkoreanischen Boyband MBLAQ und fungierte als Sänger und Haupttänzer. Mit MBLAQ veröffentlichte er drei Singlealben, sieben EPs und ein Studioalbum. Er verließ die Gruppe im Oktober 2014.
2009 hatte Joon in dem Film Ninja Assassin seinen ersten Auftritt. Seine erste wiederkehrende Rolle hatte er 2010 in der Miniserie Jungle Fish 2. 2017 spielte er in der Fernsehserie My Father is Strange mit.
Am 18. Oktober 2017, bevor er seine Wehrpflicht antrat, veröffentlichte Lee seine erste digitale Solo-Single „What I Want to Give to You“, eine Pop-Ballade, die von seinem ehemaligen MBLAQ-Bandkollegen Thunder geschrieben wurde. Da er beim Militär an Panikstörungen litt, absolvierte er einen Teil des Pflichtdienstes in der öffentlichen Verwaltung. Er wurde am 19. Dezember 2019 entlassen.
Danach wurde er Moderator einer Radiosendung.

## Filmografie
- 2009: Ninja Assassin
- 2010: Jubu Kim Kwang Ja-ui Je 3 Hwaldong (Fernsehfilm)
- 2010: Jungle Fish 2 (Jeonggeul Piswi, Miniserie, 8 Folgen)
- 2011: My Heart Beating
- 2011: HyunA: Bubble Pop!
- 2012: Ghost (Yoo Ryung, Fernsehserie, Folge 1x01)
- 2013: Eiga Doraemon: Nobita to himitsu dougu myûjiamu (ドラえもん のび太のひみつ道具博物館, Sprechrolle)
- 2013: Iris (Airiseu, Fernsehserie, 16 Folgen)
- 2013: Rough Play (배우는 배우다)
- 2014: Gab-Dong (갑동이, Miniserie, 20 Folgen)
- 2014: Miseuteo Baek (Fernsehserie, 16 Folgen)
- 2015: Pinocchio (Pinokio, Fernsehserie, Folge 1x19)
- 2015: Poongmooneuro Deuleotso (Fernsehserie, 30 Folgen)
- 2015: The Piper (Sonnim)
- 2015: Deurama seupesyeol (KBS 드라마 스페셜, Fernsehserie, Folge 6x05)
- 2016: Seoul Station (Seoulyeok, Sprechrolle)
- 2016: Vampire Detective (Fernsehserie, 12 Folgen)
- 2016: Luck-Key (럭키)
- 2016: Kaerieoreul Ggeuneun Yeoja (Woman with a Suitcase, Fernsehserie, 16 Folgen)
- 2017: My Father is Strange (Abeojiga Isanghae, Fernsehserie, 52 Folgen)
- 2021: The Silent Sea (고요의 바다, Fernsehserie, 8 Folgen)
- 2021–2022: Bulgasal: Immortal Souls (불가살, Fernsehserie, 16 Folgen)
- 2022: Bloody Heart (붉은 丹心, Fernsehserie)
- 2023: The Escape of the Seven (7인의 탈출, Fernsehserie)